# 福島今町駅
福島今町駅（ふくしまいままちえき）は、宮崎県串間市大字西方にある、九州旅客鉄道（JR九州）日南線の駅である。

## 歴史
- 1935年（昭和10年）4月15日：鉄道省志布志線（現・日南線）の駅として開設[1][2]。
- 1960年（昭和35年）5月1日：貨物取扱廃止[2]。
- 1963年（昭和38年）5月8日：志布志線志布志駅 - 北郷駅間が日南線へ編入、同線の駅となる[2]。
- 1984年（昭和59年）2月1日：荷物扱い廃止[2]。
- 1987年（昭和62年）4月1日：国鉄分割民営化に伴い、JR九州の駅となる[2]。
- 2022年（令和4年）4月1日：宮崎支社発足、鹿児島支社から同支社へ移管[3]。
- 2023年（令和5年）1月21日 前年の台風14号に伴う豪雨で運休していた南郷駅 - 当駅間運行再開、折返し駅となる。

## 駅構造
相対式ホーム2面2線を有する列車交換可能な地上駅。 コンクリート製の立派な駅舎を備える。
無人駅。志布志方面への最後の交換可能駅である。

### のりば
| のりば         | 路線    | 方向 | 行先           |
| -------------- | ------- | ---- | -------------- |
| 南側（駅舎側） | ■日南線 | 下り | 志布志行き     |
| 北側           | ■日南線 | 上り | 油津・宮崎方面 |

## 利用状況
2015年（平成27年）度の1日平均乗車人員は5人である。
近年の1日平均乗車人員の推移は以下の通り。
| 年度   | 1日平均 乗車人員 |
| ------ | ---------------- |
| 2002年 | 27               |
| 2003年 | 21               |
| 2004年 | 16               |
| 2005年 | 15               |
| 2006年 | 14               |
| 2007年 | 17               |
| 2008年 | 16               |
| 2009年 | 12               |
| 2010年 | 6                |
| 2011年 | 5                |
| 2012年 | 6                |
| 2013年 | 7                |
| 2014年 | 4                |
| 2015年 | 5                |

## 駅周辺
- 串間市立有明小学校
- 串間今町郵便局
- 櫛間院
- 国道220号

## 隣の駅
九州旅客鉄道（JR九州）
■日南線
■快速「日南マリーン号」（飫肥駅より各停）・■普通
串間駅 - 福島今町駅 - 福島高松駅